# RMA Rheinau
Die RMA Rheinau GmbH & Co. KG (früher RMA Rheinauer Maschinen- und Armaturenbau KG Faulhaber & Truttenbach) ist ein deutsches Unternehmen mit Sitz in Rheinau (Baden).
Das Unternehmen stellt Spezialarmaturen für Gas-, Öl-, Wasser- und Fernwärmepipelines her. 2006 wurde die Abteilung Mess- und Regelungstechnik ins Leben gerufen.
Zusätzlich wurde ab 1982 ein Gelände- und Schwimmwagen entwickelt. 1985 begann die Produktion des Amphi-Ranger 2800 SR genannten Fahrzeugs. Für den Antrieb sorgte ein Sechszylindermotor von Ford. Anfangs nur dreitürig erhältlich, folgte später eine fünftürige Version. 1995 endete die Produktion.